# Coelosphaera encrusta
Coelosphaera encrusta är en svampdjursart som först beskrevs av Kumar 1925.  Coelosphaera encrusta ingår i släktet Coelosphaera och familjen Coelosphaeridae. Inga underarter finns listade i Catalogue of Life.